# Paul Just
Paul Just, född 29 februari 1964, är en friidrottare från Kanada. Han deltog vid olympiska sommarspelen 1988.